# Józefa od św. Jana Bożego Ruano García
Józefa od św. Jana Bożego Ruano García, Josefa de San Juan Ruano Garcia (ur. 11 lipca 1854 w Almerii; zm. 8 września 1936) – hiszpańska błogosławiona Kościoła katolickiego. 

## Życiorys
Pochodziła z religijnej rodziny. 8 grudnia 1877 roku wstąpiła do Zgromadzenia Małych Sióstr Opuszczonych Starców. Została zamordowana w czasie wojny domowej w Hiszpanii.
Została beatyfikowana w grupie Józefa Aparicio Sanz i 232 towarzyszy przez papieża Jana Pawła II w dniu 11 marca 2001 roku.